# Град Цазин
Град Цазин је јединица локалне самоуправе на сјеверозападу Федерације Босне и Херцеговине, БиХ. Сједиште града налази се у Цазину.
Територија Града Цазин обухвата 356 км2, на којој према проценама из 2013. живи око 66.149 становника, територијално организованих у 22 мјесне заједнице.
Превладава нискобрдовити рељеф између 200 и 400 метара надморске висине. Укупне површине обрадивог земљишта износе 21.331 хектара. Шуме заузимају око 25% територија, док на воде отпада 0,18% површине.

## Привреда
Посебно мјесто у пољопривреди заузима сточарство у чему предњачи производња сировог крављег млијека. Град Цазин је у 2005. био један од највећих произвођача млијека у БиХ. Поред производње млијека, значајно мјесто заузима и производња поврћа и воћа у кооперантским односима за прерађивачке капацитете „Агрокомерца“, као и производња љековитог и индустријског биља.
Цазин тренутно има нешто више од 7.000 незапослених лица. Сива привреда је присутна и према неким процјенама обухватаа више од 50% укупне привреде Цазина.

## Минерални ресурси
На подручју општине Цазин налазе се значајне геолошке резерве гипса, кварцног песка и других минерала. 
Сјевероисточно од насеља Стијена, на површини нешто мањој од 1 км2, откривене су наслаге гипса. Геолошке резерве су релативно велике, па се процењује да постоје услови за даља истраживања ради утврђивања индустријских резерви и његову примјену у грађевинарству.
Јужно од Цазина налази се појас кварцних пешчара. Дебљина слојева креће се од 5-20 центиметара.
Западно од Цазина, уз главни пут код Ћоралића, постоји циглана у чијој непосредној близини се налази лежиште цигларске глине. Постоје налазишта цигларске глине и на другим локалитетима са знатним резервама. 
Прерађивање доломита код Ћоралића (Џехверуша) је познато и ван граница Унско-санског кантона.

## Становништво
|                      | 2013.           | 1991.            | 1981.            | 1971.            | 1961.            |
| Укупно               | 66 149 (100,0%) | 63 409 (100,0%)  | 57 110 (100,0%)  | 45 468 (100,0%)  | 34 672 (100,0%)  |
| Бошњаци              | 63 463 (95,94%) | 61 693 (97,29%)1 | 55 401 (97,01%)1 | 43 880 (96,51%)1 | 29 585 (85,33%)1 |
| Босанци              | 1 441 (2,178%)  | –                | –                | –                | –                |
| Неизјашњени          | 331 (0,500%)    | –                | –                | –                | –                |
| Хрвати               | 320 (0,484%)    | 139 (0,219%)     | 122 (0,214%)     | 175 (0,385%)     | 365 (1,053%)     |
| Муслимани            | 310 (0,469%)    | –                | –                | –                | –                |
| Босанци и Херцеговци | 92 (0,139%)     | –                | –                | –                | –                |
| Непознато            | 61 (0,092%)     | –                | –                | –                | –                |
| Остали               | 61 (0,092%)     | 369 (0,582%)     | 116 (0,203%)     | 127 (0,279%)     | 45 (0,130%)      |
| Срби                 | 29 (0,044%)     | 778 (1,227%)     | 826 (1,446%)     | 1 196 (2,630%)   | 2 552 (7,360%)   |
| Словенци             | 15 (0,023%)     | –                | 17 (0,030%)      | 16 (0,035%)      | 34 (0,098%)      |
| Албанци              | 11 (0,017%)     | –                | 21 (0,037%)      | 8 (0,018%)       | 3 (0,009%)       |
| Југословени          | 7 (0,011%)      | 430 (0,678%)     | 575 (1,007%)     | 51 (0,112%)      | 2 067 (5,962%)   |
| Роми                 | 4 (0,006%)      | –                | –                | 1 (0,002%)       | 1 (0,003%)       |
| Црногорци            | 3 (0,005%)      | –                | 22 (0,039%)      | 8 (0,018%)       | 7 (0,020%)       |
| Православци          | 1 (0,002%)      | –                | –                | –                | –                |
| Мађари               | –               | –                | 7 (0,012%)       | 2 (0,004%)       | 8 (0,023%)       |
| Македонци            | –               | –                | 3 (0,005%)       | 4 (0,009%)       | 5 (0,014%)       |

1. 1 На пописима од 1971. до 1991. Бошњаци су пописивани углавном као Муслимани.

## Историја

### Усташки злочини у Другом светском рату
Крајем јула 1941. године у село Рујницу срез Цазин дошли су наоружани муслимани усташе и похапсили велики број Срба. Тада су из Рујнице одвели у Цазин 450, а у Врсту 300 Срба. Они који су одведени у Врсту, отерани су на брдо Курјаково у близини жандармеријске станице где су ископали себи јаму, преко њих посули креч, а хаљине убијених Срба поделили између себе. Од свих ових несрећника успели су да се спасу само двојица: Ђука Шамија и Ђока Шевић. Они су били само рањени и у јаму бачени. Када се спустила ноћ усташе су отишле, а ова двојица су изашла из јаме, отишла у село и испричала шта су све доживели. Они пак Срби који су одведени у Цазин задржани су неколико дана у затвору у којем су страшно тучени и грозно мучени. Једног дана су их голе свукли и извели из затвора одвели на Бело брдо близу Цазина, побили закопали а њихово одело усташе су између себе поделиле.

## Насељена мјеста
Бајрићи, Брезова Коса, Буковица, Вилењача, Врело, Глоговац, Горња Барска, Горња Копривна, Горња Лучка, Градина, Доња Барска, Доња Копривна, Доња Лучка, Змајевац, Капићи, Кличићи, Ковачевићи, Кракача, Криваја, Лиђани, Лисковац, Љубијанкићи, Мајетићи, Миострах, Мујакићи, Мутник, Осредак, Острожац, Острожац на Уни, Пећиград, Пивнице, Пјанићи, Подгредина, Поље, Поњевићи, Прошићи, Рошићи, Рујница, Скокови, Стијена, Торомани, Тржац, Тржачка Платница, Тржачка Раштела, Ћехићи, Ћоралићи, Урга, Хаџин Поток, Цазин, Црнаја, Чајићи, Чизмићи, Штурлић и Штурлићка Платница
Послије потписивања Дејтонског споразума, Град Цазин је у цјелини ушао у састав Федерације БиХ.